# Julio Heise González
Julio Heise González (Valdivia, Chile, 1906 – Santiago, 1989) fue un historiador y académico chileno, centrado principalmente en Historia Institucional y Política de Chile en los siglos XIX y XX.

## Biografía
Nació en Valdivia. Estudió Historia en el Instituto Pedagógico, titulándose de Profesor en 1929. Más tarde se licenció de Abogado por la Universidad de Chile en 1935. Ejerció la cátedra de Historia Constitucional e Historia Social de Chile en la Facultad de Derecho de la Universidad de Chile.
Ejerció como Decano de la Facultad de Filosofía y Humanidades de la Universidad de Chile, y fue miembro de número de la Academia de Ciencias Sociales del Instituto de Chile.

## Obra
- Las tasas y ordenanzas sobre el trabajo de los indios en Chile. Tesis de titulación en Pedagogía (1929)
- Las Doctrinas Económicas de Werner Sombart. Memoria de Licenciatura en Derecho (1933)
- 150 Años de Evolución Institucional.
- Historia de Chile: el período parlamentario, 1861-1925 (2 tomos). 1a. ed. Santiago: Andrés Bello, 1974-1982.
- Evolución histórica del pensamiento parlamentario en Chile. Instituto de Chile, Academia Chilena de Ciencias Sociales, 1986.
- Historia constitucional de chile, volumen 1,2 y 3.